# Etisk relativism
Etisk relativism (engelskt original: Ethical Relativity) är en bok av den finländske filosofen Edward Westermarck, publicerad 1932. Boken betraktas som ett av Westermarcks huvudverk och har haft stor betydelse för moralfilosofin, särskilt i Norden.

## Innehåll
I Etisk relativism utvecklar Westermarck sin teori om moralens subjektiva och relativa natur. Han hävdar att moraliska omdömen grundas på känslomässiga reaktioner snarare än objektiva sanningar. Moral, enligt Westermarck, har sin källa i människors naturliga medkänsla, välvilja och samhällets normer, men saknar eviga och universella sanningar.
Westermarck riktar skarp kritik mot föreställningen om objektivt giltiga morallagar och tar särskilt avstånd från Immanuel Kants pliktetik. Istället menar han att moralens värden växlar mellan olika samhällen och tider, och att moralens utveckling är beroende av individernas känslor och samhällets sanktioner. Moral är, enligt Westermarck, något som ständigt omförhandlas och förändras.

## Teman
Boken behandlar bland annat:
- Moralomdömens subjektivitet och känslogrund
- Samhällets roll i moralens utveckling
- Kritik av normativa moralteorier, särskilt Kants etik
- Betydelsen av medkänsla och sympati för moralens framsteg

Westermarck lyfter fram att moralens djupaste källa är medkänsla med andra människor och att humanitet bör vara måttstocken för moralisk utveckling. Han menar att moralens framsteg i samhället kräver frihet och reflektion, och att individens moraliska övertygelse är viktig för helhetens utveckling.

## Mottagande och betydelse
Etisk relativism väckte stor uppmärksamhet och debatt, särskilt i Norden. Westermarcks försvar för etisk subjektivism och relativism sågs som en utmaning mot både teoretiska och praktiska moraluppfattningar. Hans synsätt har påverkat efterföljande forskning inom moralfilosofi och samhällsvetenskap, och hans analys av moralens biologiska och känslomässiga grund har fortsatt att diskuteras.